# Eulophia dabia
Eulophia dabia là một loài thực vật có hoa trong họ Lan. Loài này được (D.Don) Hochr. mô tả khoa học đầu tiên năm 1910.